# Meoqui
Meoqui là một đô thị thuộc bang Chihuahua, México. Năm 2005, dân số của đô thị này là 41389 người.